# Principio nutritivo bypass
In zootecnia i principi nutritivi bypass sono sostanze nutritive che superano indenni la digestione microbica entrando nel processo digestivo enzimatico dei ruminanti. Questo comportamento interessa in particolare le proteine alimentari e, solo in misura marginale, l'amido.

## Vantaggi della digestione microbica ruminale
A differenza dei Mammiferi monogastrici, nei quali la digestione microbica si svolge nell'intestino crasso, a valle del processo enzimatico, nei poligastrici si svolge nel rumine e, quindi, precede la digestione enzimatica.
La digestione microbica ruminale rappresenta un vantaggio biologico, rispetto al processo intestinale: essa ottimizza la fruizione dei prodotti della decomposizione e delle biosintesi microbiche da parte dell'ospite. Questi prodotti, infatti, si formano a monte dell'intestino tenue e possono essere assimilati dall'ospite sfruttando la capacità di assorbimento dei villi intestinali. Al contrario, nella digestione microbica intestinale, i principi nutritivi prodotti dalla microflora simbiontica si formano in un tratto dell'intestino in cui la capacità di assorbimento si riduce a causa del minore sviluppo dell'interfaccia di assorbimento. In definitiva la digestione microbica ruminale conferisce all'animale un maggiore rendimento (in termini energetici e biologici) nell'utilizzazione di alimenti grossolani, dotati di bassa digeribilità e ad alto tenore in fibra. 
Tale vantaggio si evidenzia quanto più alto è il tenore in cellulosa e in proteine a basso valore biologico  della dieta. 
La cellulosa, infatti, non è attaccata dagli enzimi saccarolitici dei Mammiferi, ma solo dalle cellulasi di microrganismi che fanno capo al dominio dei Procarioti o ai regni dei Protisti e dei Funghi. Nei Ruminanti, i fabbisogni energetici sono in gran parte soddisfatti dagli acidi grassi volatili (acido acetico, acido propionico e acido butirrico) prodotti dalla digestione microbica dell'amido e della cellulosa, mentre nei Monogastrici sono in gran parte soddisfatti dalla digestione enzimatica dell'amido, degli zuccheri e dei lipidi.
Per quanto riguarda le proteine, in generale il valore biologico, ossia il rapporto fra amminoacidi essenziali e non essenziali, aumenta passando dalle proteine di origine vegetale a quelle di origine animale, fino a raggiungere il massimo nelle proteine del latte e dell'uovo. L'alimentazione degli erbivori si basa pertanto sull'apporto di proteine a basso valore biologico in quanto povere in alcuni amminoacidi essenziali. La dinamica della biocenosi del rumine permette tuttavia un incremento del valore biologico dei principi nutritivi azotati a beneficio dell'animale: la microflora batterica del rumine, infatti, è in grado di sfruttare l'azoto minerale (di natura ammoniacale) o organico (di natura ureica o proteica) per sintetizzare amminoacidi essenziali. La microflora batterica rappresenta la base di una catena alimentare, localizzata nel sistema dei prestomaci dei Ruminanti, che conduce all'ospite come organismo consumatore finale: i batteri sono predati dai Protozoi, i quali utilizzano le proteine batteriche convertendole in proteine a più alto valore biologico, assimilabili a quelle animali. In definitiva, il substrato alimentare proteico dei Ruminanti è assimilabile a quello dei Carnivori, in quanto le proteine dei Protozoi hanno uno spettro amminoacidico simile a quello degli Animali e, quindi, più ricche in amminoacidi essenziali. Questo vantaggio biologico viene esaltato in particolare con la soddisfazione di una parte del fabbisogno proteico integrando - entro stretti limiti - azoto non proteico (urea) in una dieta largamente basata sulla paglia o, comunque, su foraggi grossolani.

## Svantaggi della digestione microbica ruminale
La digestione microbica rappresenta invece uno svantaggio quando la dieta è ricca di principi nutritivi di alta digeribilità o di alto valore biologico, come nel caso di razioni ricche di amido e di proteine di origine animale .
In questo contesto il rendimento biologico dell'utilizzo degli alimenti si abbassa. Questo abbassamento di rendimento può essere assimilato a quello che si verifica nel flusso di energia e materia nella catena alimentare di un ecosistema.

## Implicazioni economiche e igienico-sanitarie
La digestione microbica ruminale costituisce un vantaggio economico nella conversione dei foraggi e, quindi, di una parte degli alimenti zootecnici prodotti nell'azienda agraria. Questi alimenti hanno in generale un basso valore nutritivo, perciò l'indice di conversione più alto nei Ruminanti offre un maggiore rendimento (sotto l'aspetto tecnico) con l'allevamento di bovini, ovini e caprini in luogo degli erbivori monogastrici (equini, conigli, suini). In un allevamento intensivo, tuttavia, l'impiego di animali di alto valore genetico, in grado di fornire elevate produzioni in termini di carne e, soprattutto, di latte, richiede la somministrazione di diete ad alto rapporto concentrati/foraggi, con razioni più ricche in principi nutritivi di alto valore energetico e/o proteico,
La somministrazione di razioni ad alto valore nutritivo può comportare implicazioni di natura economica e di natura igienico-sanitaria, in quest'ultimo caso per la possibile insorgenza di disfunzioni fisiologiche nei ruminanti ad alta capacità produttiva. Tali disfunzioni sono associate a due differenti aspetti che non necessariamente sono concomitanti e riguardano rispettivamente il metabolismo energetico, associato alla digestione dei polisaccaridi e alla produzione degli acidi grassi volatili, e quello proteico, associato alla digestione dei protidi. 
In condizioni di bassa disponibilità energetica e di alta disponibilità proteica, la microflora del rumine attacca le proteine solubili per soddisfare in parte il fabbisogno energetico. Questo comportamento produce un maggior tasso di ammoniaca nel rumine, che una volta assorbita entra nel circolo sanguigno dell'animale. Poiché gli animali non sono in grado di sintetizzare gli amminoacidi partendo dall'ammoniaca, si hanno come conseguenza i seguenti risvolti:
- Incremento dell'azoto eliminato dal sistema escretore. Questo aspetto ha riflessi di natura economica in quanto si riduce il rendimento nella conversione degli integratori proteici e, quindi, rappresenta un costo economico aggiuntivo, soprattutto quando l'azienda fa largo ricorso all'industria mangimistica per soddisfare i fabbisogni proteici con l'acquisto di farine proteiche.
- Incremento dei cataboliti azotati nel sangue. L'aumento del tenore di azoto non proteico nel sangue è causa di disfunzioni metaboliche più o meno gravi che si ripercuotono sia sulla produzione di latte (insorgenza di mastiti) sia sulla vitalità stessa dell'animale, fino a giungere, nei casi più gravi, ad effetti letali.

## Proteine bypass
Le proteine bypass sono quelle che sfuggono all'attacco microbico nel rumine e passano, attraverso il reticolo e l'omaso, nell'abomaso, dove inizia la digestione enzimatica. La proprietà bypass delle proteine alimentari non è definibile in modo rigoroso in quanto è associata a fattori intrinseci, propri della natura chimica stessa del nutriente, ed estrinseci, propri di un contesto ambientale che s'identifica nel concetto di dieta.
Sono fattori intrinseci proprietà specifiche che riducono la solubilità della proteina, allungando i tempi necessari affinché si svolga l'attacco microbico. In questo caso la proteina sfugge all'azione degli enzimi batterici arrivando indenni nel reticolo. Sono fattori estrinseci quei contesti che riducono i tempi di permanenza delle proteine nel rumine e che fondamentalmente consistono nella tecnica di alimentazione basata sulla somministrazione ad libitum dell'alimento .
In merito alle proprietà specifiche, si considerano intrinsecamente bypass quelle che hanno un'efficienza proteica doppia rispetto alla farina di soia. Sono tali, ad esempio, la farina di medica, la farina di sangue e le borlande di distilleria .